# 克雷若皮爾區

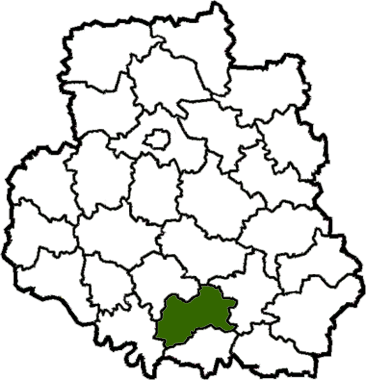
克雷若皮尔區在文尼察州的位置

克雷若皮尔區（烏克蘭語：Крижопільський район），曾是烏克蘭西南部文尼察州的一個區，行政中心設於克雷若皮尔，面積880平方公里，2013年人口34,820，人口密度每平方公里39.57人。